# Villermain
Villermain är en kommun i departementet Loir-et-Cher i regionen Centre-Val de Loire i de centrala delarna av Frankrike. Kommunen ligger i kantonen Ouzouer-le-Marché som tillhör arrondissementet Blois. År 2022 hade Villermain 388 invånare.

## Befolkningsutveckling
Antalet invånare i kommunen Villermain
| Referens: INSEE |